# Ludwik Kmicic-Skrzyński
Ludwik Kmicic-Skrszyński, poljski general, * 26. avgust 1893, † 14. februar 1972.